# Teodoro de Faria
Teodoro de Faria (ur. 24 sierpnia 1930 w Funchal) – portugalski duchowny rzymskokatolicki, w latach 1982-2007 biskup Funchal.
Święcenia prezbiteratu przyjął 22 września 1956 i został inkardynowany do diecezji Funchal. w 1982 papież Jan Paweł II mianował go biskupem tej diecezji. Sakrę przyjął z rąk emerytowanego prefekta Kongregacji ds. Kościołów Wschodnich, kardynała Maximiliena de Furstenberga 16 maja 1982. 8 marca 2007 Benedykt XVI przyjął jego rezygnację z pełnionego urzędu, złożoną ze względu na osiągnięcie wieku emerytalnego.